# Alfred Hugh Harman
Alfred Hugh Harman (ur. 1841, zm. 23 maja 1913) – brytyjski pionier fotografii oraz założyciel Ilford obecnie największego producenta materiałów czarno-białych.
Od 1862 roku, gdy po raz pierwszy założył firmę fotograficzną w Peckham wykorzystującą kalotypię, aż do śmierci związany był z fotografią.
W 1879 roku rozpoczął działalność w mieście Ilford produkując w suterenie swojego domu żelatynowe płyty fotograficzne. Jego ówczesna formuła była dość prosta. Ten moment uznaje się za początek firmy Ilford. W późniejszych latach sprzedał swoje udziały w firmie, kończąc tym swój związek z marką.